# Amstel Gold Race 2005
L'Amstel Gold Race 2005, quarantesima edizione della corsa, valevole come ottava prova del calendario UCI ProTour 2005, si svolse il 17 aprile 2005 su un percorso di 251 km, da Maastricht alla collina del Cauberg, nel comune di Valkenburg aan de Geul. Fu vinta dall'italiano Danilo Di Luca, che terminò in 6h 21' 07".

## Squadre partecipanti
Presero parte alla prova le venti squadre con licenza UCI ProTeam. Ammesse tramite l'assegnazione di wild-card furono Chocolade Jacques-T Interim, Landbouwkrediet-Colnago, MrBookmaker.com-SportsTech, Team Barloworld-Valsir, Shimano-Memory Corp.
| N.      | Cod. | Squadra                          |
| ------- | ---- | -------------------------------- |
| 1-8     | GST  | Gerolsteiner                     |
| 11-18   | DVL  | Davitamon-Lotto                  |
| 21-28   | QST  | Quick Step-Innergetic            |
| 31-38   | CSC  | Team CSC                         |
| 41-47   | EUS  | Euskaltel-Euskadi                |
| 51-57   | IBA  | Illes Balears-Caisse d'Epargne   |
| 61-68   | LSW  | Liberty Seguros-Würth            |
| 71-78   | SDV  | Saunier Duval-Prodir             |
| 81-88   | BTL  | Bouygues Télécom                 |
| 91-98   | COF  | Cofidis, le Crédit par Téléphone |
| 101-107 | C.A  | Crédit Agricole                  |
| 112-117 | FDJ  | Française des Jeux               |
| 121-128 | TMO  | T-Mobile Team                    |

| N.      | Cod. | Squadra                     |
| ------- | ---- | --------------------------- |
| 131-138 | SDM  | Domina Vacanze              |
| 141-148 | FAS  | Fassa Bortolo               |
| 151-158 | LAM  | Lampre-Caffita              |
| 161-168 | LIQ  | Liquigas-Bianchi            |
| 171-178 | RAB  | Rabobank                    |
| 181-188 | PHO  | Phonak Hearing Systems      |
| 191-198 | DSC  | Discovery Channel Team      |
| 201-208 | JAC  | Chocolade Jacques-T Interim |
| 211-218 | LAN  | Landbouwkrediet-Colnago     |
| 221-228 | MRB  | MrBookmaker.com-SportsTech  |
| 231-238 | TBL  | Team Barloworld-Valsir      |
| 241-248 | SHI  | Shimano-Memory Corp         |

## Resoconto degli eventi
Dopo solo quattro chilometri si staccò la fuga di giornata, con il belga Erwin Thijs (MrBookmaker) e l'olandese Alain van Katwijk (Shimano-Memory Corp), raggiunti dopo cinque chilometri da Christophe Moreau (Crédit Agricole) e Andrij Hrivko (Domina Vacanze). I quattro fuggitivi raggiunsero un vantaggio massimo di 12'30" al km 57 che rimase pressoché inalterato fino al primo passaggio sul Cauberg (km 64). Successivamente il gruppo iniziò a guadagnare sui fuggitivi e il divario scese a 10 minuti dopo 110 km. Nel gruppo di testa van Katwijk e Hrivko persero contatto e furono riassorbiti dal gruppo, mentre Moreau e Thijs rimasero soli in testa alla corsa, mantenendo un vantaggio di 8 minuti al secondo passaggio sul Cauberg.
Dopo 193 km ci fu il contrattacco di Léon van Bon (Davitamon-Lotto), uscito dal gruppo principale, con i due battistrada sempre davanti con 5 minuti di vantaggio. Van Bon fu raggiunto da Steffen Wesemann e i due riuscirono a chiudere su Moreau e Thijs ai piedi del Kruisberg (km 227), mentre il gruppo tirato dalla Rabobank seguiva ad ormai solo 15 secondi. Proprio lungo il Kruisberg i due fuggitivi della prima ora persero contatto e furono riassorbiti dal gruppo. Sull'ascesa successiva, l'Eyserbosweg, Wesemann staccò van Bon, fu raggiunto da David Etxebarria (Liberty), Mark Lotz (Quick Step) e Karsten Kroon (Rabobank), e insieme riuscirono a guadagnare qualche decina di secondi sul gruppo, passando sul Keutenberg, ultima salita a 12 km dal traguardo, con 35 secondi di vantaggio.
All'inseguimento di questi quattro si portò un gruppo formato da dieci corridori - Rebellin (Gerolsteiner), Joaquim Rodríguez (Saunier Duval), Björn Leukemans (Davitamon-Lotto), Alejandro Valverde (Illes Balears), Patrick Sinkewitz (Quick Step), Mirko Celestino (Domina), Kim Kirchen (Fassa), Danilo Di Luca (Liquigas), Michael Boogerd e Óscar Freire (Rabobank). Da dieci divennero trenta a 9 km dal traguardo, mantenendo i quattro battistrada a soli 10 secondi e raggiungendoli lungo la discesa del Sibbegrubbe, poco prima dell'ascesa finale del Cauberg.
La Rabobank guidò l'azione sul Cauberg, cercando di agevolare la vittoria al capitano Freire. Prima Erik Dekker, poi Kroon fino ai 500 metri ed infine Boogerd fino ai 300 metri, tirarono la volata allo spagnolo che però si staccò dalla scia del compagno, Di Luca scattò e per Boogerd fu troppo tardi per reagire allo scatto dell'italiano, terminando per la terza volta consecutiva al secondo posto.

## Ordine d'arrivo (Top 10)
| Pos. | Corridore                | Squadra       | Tempo    |
| ---- | ------------------------ | ------------- | -------- |
| 1    | Danilo Di Luca           | Liquigas      | 6h21'07" |
| 2    | Michael Boogerd          | Rabobank      | s.t.     |
| 3    | Mirko Celestino          | Domina Vac.   | s.t.     |
| 4    | Davide Rebellin          | Gerolsteiner  | s.t.     |
| 5    | Miguel Martín Perdiguero | Phonak        | s.t.     |
| 6    | Patrik Sinkewitz         | Gerolsteiner  | s.t.     |
| 7    | Björn Leukemans          | Quick Step    | s.t.     |
| 8    | David Etxebarria         | Liberty Seg.  | s.t.     |
| 9    | Jérôme Pineau            | Bouygues Tel. | s.t.     |
| 10   | Óscar Freire             | Rabobank      | s.t.     |

## Punteggi UCI
| Pos. | Corridore                | Squadra       | Punti |
| ---- | ------------------------ | ------------- | ----- |
| 1    | Danilo Di Luca           | Liquigas      | 40    |
| 2    | Michael Boogerd          | Rabobank      | 30    |
| 3    | Mirko Celestino          | Domina Vac.   | 25    |
| 4    | Davide Rebellin          | Gerolsteiner  | 20    |
| 5    | Miguel Martín Perdiguero | Phonak        | 15    |
| 6    | Patrik Sinkewitz         | Gerolsteiner  | 11    |
| 7    | Björn Leukemans          | Quick Step    | 7     |
| 8    | David Etxebarria         | Liberty Seg.  | 5     |
| 9    | Jérôme Pineau            | Bouygues Tel. | 3     |
| 10   | Óscar Freire             | Rabobank      | 1     |